# Stazione di Paceco
La stazione di Paceco è una stazione ferroviaria posta sulla linea Alcamo Diramazione-Trapani (via Castelvetrano). Serve il centro abitato di Paceco, essendo posta a breve distanza da esso.
La stazione è dotata di due binari di circolazione atti al servizio viaggiatori.
Il fabbricato viaggiatori, a due elevazioni, è chiuso al pubblico, mentre il magazzino merci è inutilizzato.
Vi sono una bacheca per gli orari cartacei e una macchina obliteratrice.
La stazione è gestita in telecomando dal DCO di Palermo ed è servita dai treni regionali operati da Trenitalia sulla relazione Trapani-Castelvetrano-Piraineto.